# Orden Especial 191
La Orden Especial 191 fue una orden emitida por el General del Ejército Confederado Robert E. Lee aproximadamente el 9 de septiembre de 1862, durante la Campaña de Maryland de la guerra civil americana. Una copia de esta orden fue obtenida el 13 de septiembre por las tropas del Ejército de la Unión y la información que obtuvieron de ella tuvo una importancia decisiva en la Batalla de Antietam.

## Contexto
En septiembre de 1862 las tropas confederadas del General Lee iniciaban una invasión del Norte, a través de Maryland, emprendiendo una estrategia ofensiva que rompía con la doctrina anterior, según la cual las fuerzas del Sur debían solamente defender su territorio. Por otra parte, el 2 de septiembre de 1862, el General George Brinton McClellan era nombrado oficialmente el jefe de operaciones en la zona, uniéndose los ejércitos federales de Virginia y del Potomac bajo un mismo mando. Este cambio supuso una espectacular inyección de moral para las tropas federales, ya que idolatraban al recién nombrado general, y ello contribuyó a mejorar sensiblemente el espíritu del ejército. Mientras tanto, Lee, sabedor de las nuevas noticias, asumió que su adversario sería tan cauteloso como siempre, y que por lo tanto sería el Sur quien llevaría la iniciativa de las operaciones. Sin embargo, hubo un factor que cambió la situación: la Orden Especial 191.

## Contenido
Orden Especial Nº. 191
Cuartel General, Ejército del Norte Virginia
9 de Septiembre de 1862
1. Los ciudadanos de Fredericktown no están dispuestos a abrir sus tiendas, mientras sean invadidos por miembros de este ejército, para darles confianza y asegurar a los oficiales y hombres que compran suministros en beneficio de este comando, todos los oficiales y hombres de este ejército tienen estrictamente prohibido visitar Fredericktown, excepto por negocios, en cuyo caso presentarán evidencia por escrito de los comandantes de división. El preboste-mariscal en Fredericktown se encargará de que su guardia haga cumplir estrictamente esta orden.
2. El Mayor Taylor procederá a Leesburg, Virginia, y hará arreglos para el transporte de los enfermos y aquellos que no puedan caminar a Winchester, asegurando el transporte del país para este propósito. La ruta entre esto y el Palacio de Justicia de Culpepper al este de las montañas, ya que no es segura, ya no se transitará. Los que se dirijan a este ejército que ya ha cruzado el río avanzarán rápidamente; todos los demás procederán a Winchester colectivamente y bajo el mando de oficiales, en cuyo punto, siendo el depósito general de este ejército, se conocerán sus movimientos y el oficial al mando dará instrucciones que regulan los movimientos posteriores.
3. El ejército reanudará su marcha mañana, tomando la carretera de Hagerstown. El comando del general Jackson formará el avance y, después de pasar Middletown, con la porción que él elija, tomará la ruta hacia Sharpsburg, cruzará el Potomac en el punto más conveniente y, el viernes por la mañana, tomará posesión del Ferrocarril de Baltimore y Ohio. capturar a los que puedan estar en Martinsburg e interceptar a los que intenten escapar de Harpers Ferry.
4. El mando del general Longstreet seguirá el mismo camino hasta Boonsborough, donde se detendrá, con trenes de reserva, provisiones y bagajes del ejército.
5. El General McLaws, con su propia división y la del General R. H. Anderson, seguirá al General Longstreet. Al llegar a Middletown, tomará la ruta a Harpers Ferry, y el viernes por la mañana se apoderará de Maryland Heights y se esforzará por capturar al enemigo en Harpers Ferry y sus alrededores.
6. El general Walker, con su división, después de lograr el objetivo en el que ahora está comprometido, cruzará el Potomac en el vado de Cheek, ascenderá por su margen derecho hasta Lovettsville, tomará posesión de Loudoun Heights, si es factible, el viernes por la mañana, el vado de Key a su izquierda, y el camino entre el final de la montaña y el Potomac a su derecha. En la medida de lo posible, cooperará con el general McLaws y Jackson e interceptará la retirada del enemigo.
7. La división del General D. H. Hill formará la retaguardia del ejército, siguiendo el camino tomado por el cuerpo principal. Los trenes de reserva de artillería, artillería y suministros, etc., precederán a General Hill.
8. El General Stuart destacará un escuadrón de caballería para acompañar a los mandos de los Generales Longstreet, Jackson y McLaws, y con el cuerpo principal de la caballería cubrirá la ruta del ejército, trayendo a todos los rezagados que hayan quedado. detrás.
9. Los mandos de los Generales Jackson, McLaws y Walker, después de cumplir los objetivos para los que fueron destacados, se unirán al cuerpo principal del ejército en Boonsborough o Hagerstown.
10. Cada regimiento en marcha llevará habitualmente sus hachas en los carros de artillería del regimiento, para uso de los hombres en sus campamentos, para procurar madera, etc.
Por orden del General R. E. Lee

RH Chilton, ayudante general adjunto

## Consecuencias
A la vista de esta nueva información, McClellan abandonó su habitual cautela y decidió lanzar un ataque contra las tropas confederadas cuando estas estuvieran dispersas. La fortuna había querido que la copia arriba transcrita se hubiera encontrado envolviendo algunos puros en uno de los lugares en los que había acampado la División de Hill, creando un nuevo mito en la historia sobre si fue un imperdonable descuido por los oficiales de estado mayor sudista o directamente una trama de espionaje. Lo cierto es que mientras las tropas azules iniciaban la marcha hacia la batalla, Lee era informado por un simpatizante de la causa confederada de la captura de su plan de batalla el 13 de septiembre, por lo que frenéticamente tuvo que readaptar sus planes para hacer frente a la nueva situación.
Ante el desarrollo de los acontecimientos, ambos bandos pasaron a planificar una batalla en los alrededores de la ciudad de Sharpsburg, con el arroyo Antietam como línea de frente que tendrían que cruzar las tropas azules. Aprovechando su superioridad numérica, Mc Clellan diseñó una estrategia ofensiva, que implicaba un ataque coordinado a lo largo de toda la línea de frente, con tres puntos principales de choque. Por su parte, Lee, ante la inhabitual actitud agresiva de su adversario, se vio obligado a preparar un plan defensivo. En un enfrentamiento que ha pasado a la historia como la batalla de Antietam.